# Conus ozennii
Espèce
Conus ozennii est une espèce fossile de mollusques gastéropodes marins de la famille des Conidae.

## Taxonomie

### Publication originale
L'espèce Conus ozennii a été décrite pour la première fois en 1858 par le conchyliologiste français Hippolyte Crosse dans « Revue et Magasin de Zoologie »,.